# Алешко, Виктория Робертовна
Викто́рия Ро́бертовна Але́шко (бел. Вікто́рыя Ро́бертаўна Але́шка; род. 4 мая 1980, Минск, БССР, СССР) — белорусская певица, заслуженная артистка Республики Беларусь, обладательница медали Франциска Скорины. Имеет самый низкий женский певческий голос — контральто. Работает в стилях эстрада, шансон.

## Творческая биография
С 6 лет Виктория посещала музыкальную студию, училась игре на скрипке и фортепиано. Там же начала петь в хоре, где и открылись её вокальные способности.
В 13 лет девочка становится участницей школьного вокального кружка под руководством Сергея Александровича Соболя, выступает в школьных и районных концертах. В 1996 году юная артистка пробует силы в городском фестивале молодых исполнителей эстрадной песни «Белая Русь» и получает Гран-При.
Годом позже известный концертный режиссёр Александр Дмитриевич Вавилов замечает начинающую певицу и приглашает Викторию выступить в концерте, посвящённом 20-летию Московского района Минска, в котором принимают участие самые яркие звёзды белорусской эстрады. В скором времени Александр Дмитриевич предлагает народному артисту Беларуси Василию Петровичу Раинчику прослушать молодое дарование, и в апреле 1997 года Виктория становится солисткой легендарной студии «Верасы», а через несколько месяцев — ещё и артисткой Молодёжного театра эстрады.
В 1998 году певица завоевала Гран-При V Республиканского фестиваля белорусской поэзии и песни «Молодечно-98».
В следующем году вместе с ансамблем «Белорусские песняры» и другими артистами отправляется на гастроли по Краснодарскому краю.
В 2000 году на международном конкурсе молодых исполнителей «Витебск» в рамках фестиваля «Славянский базар» награждена специальной премией FIDOF.
В 2001 году приняла участие в большом концертном туре по стране с акцией «Красуй, Беларусь!». В этом же году поступила в Белорусский государственный университет культуры на эстрадное отделение по классу вокала. Позже выступила на международном фестивале «Золотой шлягер» (Могилев), где была отмечена вниманием всемирно известного композитора и певца Тото Кутуньо.

— Мы участвовали в одном концерте, я выходила на сцену перед знаменитым певцом, и он, стоя за кулисами в ожидании своего номера, видел моё выступление. Может быть, ему понравилось, как я исполнила прекрасную песню Василия Петровича Раинчика «Любви прощальный бал», может, впечатлил мой летящий наряд… Позже, на фуршете, когда я проходила неподалёку, он заметил меня и сказал: «Белиссимо!», «Экстраординарно!»
В 2002 году становится лауреатом телеконкурса песни «Хит-Момент» (СТВ), а годом позже побеждает в номинации «Ретро-трек» на телевизионном фестивале «На перекрёстках Европы» (Первый национальный телеканал).
В 2004 году удостаивается стипендии специального фонда Президента РБ по поддержке талантливой молодёжи.
В 2006 году Виктория принимает участие в ряде концертов в рамках общественно-патриотической акции «За Беларусь!», которые транслировались на Общенациональном телеканале (ОНТ).
В следующем году артистка покидает студию «Верасы» и начинает самостоятельную творческую деятельность. Викторию приглашают выступить в качестве гостьи на международном фестивале «Молодежь — за Союзное государство» (Ростов-на-Дону, 2007).
В 2008 году отправляется в г. Тель-Авив для участия в концерте «Мы из Беларуси», посвящённом 60-летию независимости Государства Израиль. Также участвует в проекте телеканала ОНТ «Битва городов», который проходит в г. Ницца (Франция). Сотрудничество в Общенациональным телевидением продолжается серией концертов на фестивалях «Новая волна» (Юрмала), «Пять звёзд» (Сочи), а также в городах Вильнюс и Варшава.
К концу года выходит клип на песню «Карие глаза», которая на долгие годы становится визитной карточкой певицы.
13 ноября 2009 года в родном Молодёжном театре эстрады Виктория презентует свою первую сольную программу «Вместе с тобой».

«Когда мне задают вопрос, сколько шла подготовка к сольному концерту, я отвечаю — всю мою творческую жизнь, а это 12 лет на профессиональной сцене. Многие удивляются, узнав, что 13 ноября состоится мой первый сольный концерт, однако я очень серьёзно отношусь к таким вещам. Ведь даже если у тебя большой репертуар, но тебе нечего сказать людям, ты не можешь на сцене прожить каждую песню так, чтобы публика поверила тебе, то, на мой взгляд, концерт не спасет никакое феерическое шоу. Зрители просто устанут после четвёртой песни от всей этой мишуры и захотят искренности. И сейчас в моей творческой жизни настал тот момент, когда мне есть что рассказать публике. Тем более, почти все мои песни автобиографичны.»
В 2010 году певица получила приглашение выступить в качестве почётного гостя на Общепольском фестивале «Белорусская песня-2010» (г. Белосток).
В начале 2011 года Виктория принимает участие в праздничном концерте, посвящённом инаугурации Президента Республики Беларусь, который в прямом эфире транслировали более 70 стран. Позже артистка выпускает клип на песню «За тебя».
В конце года певица участвует в Национальном телевизионном музыкальном проекте «ЕвроФест» (отбор представителя на конкурс «Евровидение») и выходит в финал. Несмотря на то, что Виктория не одержала победу, её «выступление похвалил и отметил как лучшее сам Филипп Киркоров».
В 2012 году артистка снимает клип на песню «Мне хорошо», ставшую народным хитом. Певица находит себя в стиле шансон, в котором работает до сих пор.
Также, начиная с этого года, Виктория становится постоянной соведущей авторской рубрики Юрия Краснова «Академия безопасности» в рамках программы «Автопанорама» (СТВ).
В 2013 году артистка отправляется в сольный концертный тур по городам Беларуси с программой «Вместе с тобой». Осенью певицу приглашают выступить в праздничном концерте в честь Дня города Москвы.
К концу года выходит альбом «Я твоя». В заглавном треке пластинки Виктория пробует себя и как автор текста.
В начале 2014 года Виктория Алешко была удостоена почётной государственной награды Республики Беларусь — медали Франциска Скорины.
В течение года продолжаются гастроли с программой «Вместе с тобой». Также артистка получает диплом победителя в номинации «Шансон-хит» («Песня года Беларуси 2014», ОНТ), а в конце года становится ведущей программы «Встреча с…» на телеканале «Беларусь 2». В гостях у Виктории побывали такие известные люди, как Александр Тиханович, Владимир Цеслер, Вадим Девятовский, Алла Цупер, Александр Солодуха.
В 2015 году принимает участие в творческом вечере Виктора Дробыша, где поет дуэтом с Авраамом Руссо.
В начале 2016 года указом Президента Республики Беларусь Виктории Алешко присуждено почётное звание «Заслуженный артист РБ».
В этом году Виктория была приглашена в жюри XVI Национального фестиваля белорусской песни и поэзии «Молодечно-2016», а позже в жюри Международного конкурса исполнителей молодежной песни фестиваля «Молодежь — за Союзное государство» (Ростов-на-Дону).
В 2017 году в рамках «Дней культуры Беларуси» отправляется на гастроли в Камбоджу и Вьетнам, а позже в Сербию, где проходят «Дни Минска в Белграде».

## Критика
17 сентября 2020 года во время проходящих протестов в Белоруссии участвовала в провластном концерте «Женский форум „За Беларусь“». На концерте песенные выступления чередовались с устными речами других людей, которые осуждали протестующих, сравнивали с бесами, сектантами и фашистами, поддерживали Александра Лукашенко и действующую власть. В зале находились Наталья Качанова, Наталья Эйсмонт и другие приближенные к власти лица.